# 蒙古尔河
蒙古尔河位于中华人民共和国青海省海西蒙古族藏族自治州都兰县西部的一条河流，发源于宗加镇诺木洪农场西北低洼沼泽地，由数条小泉流汇集而成，沿答格里克湿地东边绕到西北折向西流，最终于南霍鲁逊湖东南角汇入。河长70千米，流域面积390平方千米，河道平均比降1.46‰，年均径流量0.15亿立方米。